# Бобилна (комуна)
Бобилна (рум. Bobâlna) — комуна у повіті Клуж в Румунії. До складу комуни входять такі села (дані про населення за 2002 рік):
- Антеш (55 осіб)
- Бебдіу (232 особи)
- Блідерешть (21 особа)
- Бобилна (516 осіб) — адміністративний центр комуни
- Вилчелеле (146 осіб)
- Кременя (90 осіб)
- Мая (203 особи)
- Ошорхел (113 осіб)
- Прунь (69 осіб)
- Резбунень (264 особи)
- Суареш (179 осіб)

Комуна розташована на відстані 355 км на північний захід від Бухареста, 40 км на північ від Клуж-Напоки.

## Населення
За даними перепису населення 2002 року у комуні проживали 1888 осіб.
Національний склад населення комуни:
| Національність | Кількість осіб | Відсоток |
| -------------- | -------------- | -------- |
| румуни         | 1827           | 96,8%    |
| цигани         | 35             | 1,9%     |
| угорці         | 26             | 1,4%     |

Рідною мовою назвали:
| Мова      | Кількість осіб | Відсоток |
| --------- | -------------- | -------- |
| румунська | 1829           | 96,9%    |
| циганська | 33             | 1,7%     |
| угорська  | 26             | 1,4%     |

Склад населення комуни за віросповіданням:
| Релігія        | Кількість осіб | Відсоток |
| -------------- | -------------- | -------- |
| православні    | 1732           | 91,7%    |
| п'ятдесятники  | 85             | 4,5%     |
| реформати      | 19             | 1,0%     |
| римо-католики  | 18             | 1,0%     |
| баптисти       | 16             | 0,8%     |
| греко-католики | 7              | 0,4%     |
| адвентисти     | 4              | 0,2%     |
| не релігійні   | 1              | 0,1%     |
| атеїсти        | 1              | 0,1%     |